# Emma Kenney
Emma Kenney est une actrice américaine née le 14 septembre 1999.

## Biographie
Emma Kenney est principalement connue pour son rôle de Debbie Gallagher, dans la série télévisée Shameless.

## Filmographie sélective

### Cinéma
- 2013 : Epic : La Bataille du royaume secret : Voice
- 2019 : Robert the Bruce de Richard Gray
- 2022 : Murder at Yellowstone City de Richard Gray

### Télévision
- 2011 : Boardwalk Empire : Eilis Rohan
- 2011 - 2021 : Shameless : Debbie Gallagher
- 2018 : Roseanne (série télévisée) : Harris Conner
- 2018–2025 : The Conners : Harris Conner
- 2025 : Happy's Place : Gracie MacAllister